# Lehmener Würzlay
Lehmener Würzlay ist eine der vier Weinlagen in Lehmen an der Untermosel (Terrassenmosel). Der Name entstammt dem mittelhochdeutschen ,wurzgarten’, ein Garten, in dem unter anderem wohlschmeckende und -riechende Kräuter gezogen werden. Es handelt sich überwiegend um eine terrassierte Steilstlage auf steinigem Schiefer- und Grauwackenverwitterungsboden (80 % steil, 15 % hängig, 5 % flach). Die Gesamtfläche beträgt ~ 12 ha. Bewirtschaftet werden nur ~ 7 ha, davon 2,7 ha bereits seit 1989 kontrolliert biologisch.
Die Hangneigung beträgt bis zu 70 %, in Richtung Ost-Südsüdost (80 bis 180 m ü. NHN).
Rebsorten: Hauptsächlich Riesling (85 %), aber auch Spätburgunder (10 %) und Regent (3 %). 